# Virslīga 1930
In 1930 werd het vierde voetbalseizoen gespeeld van de Letse Virslīga. RFK werd kampioen. 

## Eindstand
| Plaats | Club             | Wed. | W | G | V | Saldo | Ptn. |
| ------ | ---------------- | ---- | - | - | - | ----- | ---- |
| 1.     | RFK              | 12   | 8 | 3 | 1 | 38-12 | 19   |
| 2.     | Olimpija Liepāja | 12   | 8 | 1 | 3 | 29-12 | 17   |
| 3.     | Riga Wanderer    | 12   | 6 | 2 | 4 | 18-15 | 14   |
| 4.     | Union            | 12   | 3 | 5 | 4 | 32-33 | 11   |
| 5.     | ASK              | 12   | 5 | 1 | 6 | 25-21 | 11   |
| 6.     | Amatieris        | 12   | 2 | 3 | 7 | 13-35 | 7    |
| 7.     | LSB              | 12   | 2 | 1 | 9 | 10-37 | 5    |

|  | Kampioen |

## Kampioen
| Virslīga 1930           |
| Letland                 |
| ----------------------- |
| RFK Kampioen (4° titel) |